# 高野真子
高野 真子（こうの まこ）は、南海放送のアナウンサー。

## 人物・略歴
神奈川県横浜市出身。慶應義塾大学経済学部経済学科卒業。大学在学時にはテレビ朝日アスクにも通っていた。
2022年4月に南海放送に入社し、同期の松友杏樹とともに同局のアナウンサーになる。
中学時代には競走部（陸上競技部）に所属していたが、途中で大怪我をして部をやめようかと考えていた時期があった。その時にたまたま耳にしたスポーツ実況でのアナウンサーの言葉に奮い立たされ、それをきっかけに自らもアナウンサーを志す。
日本テレビアナウンサーの浦野モモは、学生の頃に知り合って以来の親友である。

## 担当番組

### テレビ番組
- NEWS CH.4[1][6]
- ビーンズ morning
- 和牛のA4ランクを召し上がれ! - 2代目アシスタント[7]
- えひめの愛顔発信 ＃ひめ推し
- 大好き！まつやま〜より優しく より強い まつやまへ〜[8]（2023年3月7日 - ）
- ミズタのレシピ! - 初代アシスタント
- ヒルナンデス!（日本テレビ、2022年6月2日[9]）

### テレビドラマ
- こんなところで裏切り飯 第1話（中京テレビ、南海放送では2024年1月28日に放送）[7][10] - 「ラ・セーラ」の店員 役

### ラジオ番組
- おとくいさま